# Pikaia
Pikaia (†Pikaia gracilens) – żyjący około 505 milionów lat temu w kambrze strunowiec morski, którego szczątki znane są z łupków z Burgess w zachodniej Kanadzie. Odnaleziono 114 skamielin tego gatunku.
Znaczenie nazwy naukowej
Słowo gracilens oznacza z łaciny „cienki, prosty” i odnosi się do kształtu ciała.
Morfologia

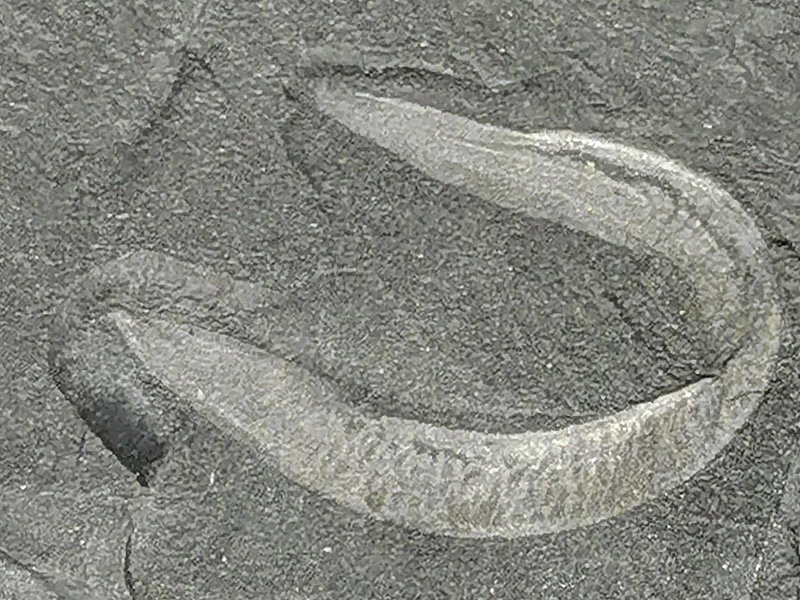
Pikaia - skamieniałość.

Długość ciała wynosiła 4–6 cm, wysokość 4,5 cm. Ciało bocznie spłaszczone. Głowa stanowiła około 1,5% długości ciała, w jej okolicach znajdowały się twory podobne do macek. Nie zachowały się organy wewnętrzne. Otwór gębowy mieścił się pod głową, tuż za nim przestrzeń gardła, widoczna na skamielinach w postaci wgłębienia.